# Джоя сіра
Джо́я сіра (Heterophasia gracilis) — вид горобцеподібних птахів родини Leiothrichidae. Мешкає в Південно-Східній Азії.

## Поширення і екологія
Сірі джої мешкають в Північно-Східній Індії, М'янмі і на заході китайської провінції Юньнань. Вони живуть у вологих гірських і рівнинних тропічних лісах. Зустрічаються на висоті від 900 до 2800 м над рівнем моря. Живляться комахами, ягодами, дрібними плодами і насінням. Сезон розмноження триває з квітня по серпень. В кладці 2-4 яйця.